# 田端義夫
田端 義夫（たばた よしお、1919年〈大正8年〉1月1日 - 2013年〈平成25年〉4月25日）は、日本の歌手、ギタリスト。本名：田畑 義夫（読み同じ）。第二次世界大戦前から21世紀初頭まで現役歌手として活躍した。愛称はバタヤン。水平に構えて持つ、アメリカのナショナル・ギター社製エレキギターと独特の哀愁を帯びた歌声、「オーッス！」という威勢のよい挨拶がトレードマークで、広く国民に親しまれた。

## 経歴
三重県松阪市生まれ。
3歳の時に父を亡くし、大正14年（1925年）に一家とともに大阪に出て行く。小学校3年の半ばで中退。赤貧のため慢性的な栄養失調であった。トラコーマにかかり徐々に右目の視力を失う。
13歳より名古屋の薬屋やパン屋、鉄工所などで丁稚奉公。その間に見たディック・ミネのギターを持ちながら歌うステージに感動し、みずから音の出ないギターを作っては河原で歌い、次第に流行歌の世界に傾倒していく（ベニヤ板の板切れで作った音の出ないギターを“イター”と呼んでいたという）。
昭和13年（1938年）、ポリドール・レコードの新人歌手北廉太郎の宣伝のため「伊豆の故郷」を課題曲とした新愛知新聞社主催のアマチュア歌謡コンクールに出場することを姉から勧められ、優勝する。
ポリドールの勧めで上京し、鈴木幾三郎社長宅の書生となる。その時に知り合った同じ鈴木宅の書生が、「オースッ！」と挨拶することにヒントを得て、後にステージに出演する際に、田端義夫のトレードマークとも言うべき威勢のいい挨拶が生まれている。
昭和14年（1939年）、同じく新進作曲家の倉若晴生の手による「島の船唄」でデビュー。当時は同じ会社の先輩に倣って、眼鏡をかけ、いがぐり頭の新人歌手として登場している。デビュー曲が当時レコード販売会社の組合で制定していた《ぐらも・くらぶ賞》を受賞するという快挙に恵まれ、その後も「里恋峠」、長津義司作曲「大利根月夜」、「別れ船」「梅と兵隊」とヒットを続け、同じ会社のスター東海林太郎、上原敏と並ぶヒット歌手の地位を築いたのである。
昭和16年（1941年）、日本橋きみ栄らとともに中国大陸に戦地慰問にも赴くが、その後は主に国内の軍需工場や基地を中心に終戦まで慰問活動を続けた。
終戦後、レコード販売を止めていたポリドールを辞し、昭和21年（1946年）にテイチクに移籍。累計180万枚を売り上げた「かえり船」のヒットを出す。戦前の流れを組むマドロス歌謡で人気を博し、「かよい船」「たより船」長津義司作曲「玄海ブルース」と昭和20年代を代表するスター歌手として岡晴夫、近江俊郎らとともに戦後三羽烏と呼ばれた。
スクリーンにおける活躍は早く、昭和15年（1940年）に松竹映画「弥次喜多六十四州唄栗毛」に旅人役として出演したのを皮切りに、戦後は、大映映画「淑女とサーカス」「肉体の門」、新東宝映画「底抜け青春音頭」「アジャパー天国」など、喜劇映画を中心に多くの出演作品を残している。
1960年、山口組組長田岡一雄らとの会食中、店に偶然居合わせた明友会構成員にその場で歌うことを要求され、これに端を発して山口組組員と明友会構成員との殴り合いが起き、両組織の全面抗争に発展する（明友会事件）。殴り合いは田端と田岡の面前で行われたが、両者が直接殴り合いに加わってはいない。この頃は暴力団関係者と芸能人の付き合いは問題とされておらず、制作や興行を仕切る暴力団関係者との関わりなしでの芸能活動は困難な時代であった。
昭和30年頃からはヒットが出ずに低迷の時期が続いた。昭和37年（1962年）、ポリドールから13年前に波平暁男の歌で発売されたものの奄美大島のみで歌い続けられていた「島育ち」（有川邦彦 作詞・三界稔 作曲）を、会社の反対を押し切ってレコーディング。田端の地道な活動が功を奏し、「島育ち」は40万枚を超える大ヒット。カムバックを果たし、昭和38年（1963年）にはNHK紅白歌合戦に初出場した。
「新曲を出し続けることが、現役歌手の証し」と、その後も精力的に歌手活動を続け、「十九の春」「昭和三代記」「百年の愛」と平成になってからも新曲を出し続けた。
一方、公演に訪れたアメリカ・ラスベガスのスロットで大金を掴むという話題も振りまいた。
平成7年（1995年）には林伊佐緒に代わり、日本歌手協会の5代目会長に就任。平成16年（2004年）からは名誉会長の座にあった。
平成9年（1997年）には、ロック・バンドソウル・フラワー・ユニオンの別動チンドン楽団ソウル・フラワー・モノノケ・サミットと、宮崎県の高千穂でジョイント・コンサートをおこなっている。
平成13年（2001年）12月には、BEGINの比嘉栄昇が作詞・作曲して田端に提供した「旅の終わりに聞く歌は」を発表（「島唄2」からシングルカットされた「涙そうそう」のカップリングとして）。
平成19年（2007年）には、1980年代までのレコーディングマスターや、未発表曲を元にしたアルバムがGEMより発売。手書きの歌詞カードなど田端の思い入れの込められた作品で、現役ぶりをアピールした。
かねてより「90歳までは歌う」と公言しており、平成21年（2009年）の元日（田端の満90歳の誕生日）に歌手生活70周年を兼ねた記念アルバムがテイチクより発売。語りおろしメッセージを収録し、健在であることを示した。
平成25年（2013年）4月25日午前11時45分、肺炎のため東京都世田谷区の三軒茶屋第一病院で死去。94歳没。
生前にレコーディングした楽曲の総数は約1200曲に達した。没後に2013年度日本作詩大賞・テレビ東京特別賞と第55回日本レコード大賞特別功労賞が贈られた。
戒名は「隨心院歌岳義峰大居士（ずいしんいんかがくぎほうだいこじ）」。

## 代表曲

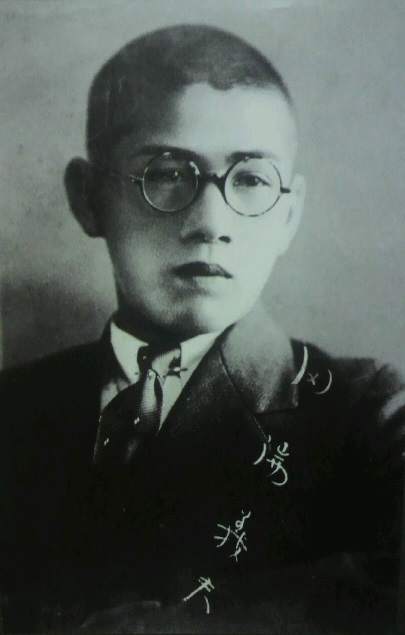
ブロマイド（1939年5月）

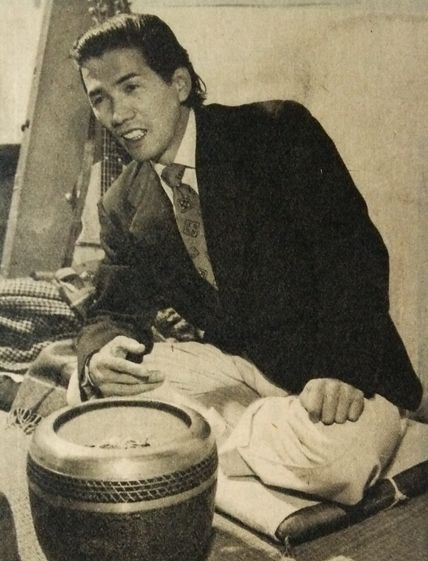
1953年

- 「島の船唄」（昭和13年）［清水みのる作詞、倉若晴生作曲］
- 「大利根月夜」（昭和14年）［藤田まさと作詞、長津義司作曲］
- 「里恋峠」（昭和14年）［宮本旅人作詞、陸奥明作曲］
- 「月下の歩哨線」（昭和14年）［松葉清香（中支軍石谷部隊歩兵伍長）作詞、長津義司作曲、長津義司編曲］
- 「別れ船」（昭和15年）［清水みのる作詞、倉若晴生作曲］
- 「旅出の唄」（昭和15年）［大木惇夫作詞、江口夜詩作曲］
- 「梅と兵隊」（昭和16年）［南条歌美作詞、倉若晴生作曲］
- 「石狩の春」（昭和16年）［松坂直美作詞、瀧澤広美作曲、中山正編曲］
- 「トラジの花」（昭和16年）［松坂直美作詞、中山正作曲、中山正編曲］
- 「岬のひととき」（昭和16年）［矢島寵児作詞、米山正夫作曲、米山正夫編曲］
- 「木曽の山唄」（昭和18年）
- 「母のたより」（昭和18年）
- 「氷と艦隊」（昭和18年）［米山忠雄作詞、飯田景応作曲、飯田景応編曲］
- 「かえり船」（昭和21年）［清水みのる作詞、倉若晴生作曲］
- 「ズンドコ節（街の伊達男）」（昭和22年）［佐々木英之助作詞、能代八郎作曲］
- 「玄海ブルース」（昭和24年）［大高ひさを作詞、長津義司作曲］
- 「ふるさとの燈台」（昭和24年）［清水みのる作詞、倉若晴生作曲］
- 「涙の夜曲」（昭和24年）［大高ひさを作詞、倉若晴生作曲］
- 「たより船」（昭和25年）［清水みのる作詞、倉若晴生作曲］
- 「海のジプシー」（昭和25年）［大高ひさを作詞、長津義司作曲］
- 「夜船の女」（昭和25年）［八木承作詞、八木承作曲］
- 「雨の屋台」（昭和25年）［矢野亮作詞、利根一郎作曲］
- 「ロマンス航路」（昭和25年）［島田磬也作詞、平川浪竜作曲、米戸勉編曲］
- 「玄海エレジー」（昭和26年）［大高ひさを作詞、長津義司作曲］
- 「名古屋船唄」（昭和27年）［清水みのる作詞、倉若晴生作曲］ ※デビュー曲「島の船唄」のリメイク
- 「肩で風きるマドロスさん」（昭和27年）［大高ひさを作詞、田端義夫作曲］
- 「利根の火祭り」（昭和27年）［萩原四朗作詞、福島正二作曲］
- 「浅間の鴉」（昭和28年）大映映画「浅間の鴉」主題歌［萩原四朗作詞、倉若晴生作曲］
- 「舞妓物語」（昭和29年）大映映画「舞子物語」主題歌［萩原四朗作詞、大久保徳二郎作曲、大久保徳二郎編曲］
- 「おちょろ船」（昭和29年）［清水みのる作詞、倉若晴生作曲］
- 「君待船」（昭和29年）［萩原四朗作詞、倉若晴生作曲］
- 「親子舟唄」（昭和30年）［藤田まさと作詞、大久保徳二郎作曲、白鳥みづえ共唱］
- 「浜千鳥」（昭和32年）［鹿島鳴秋作詞、弘田龍太郎作曲］
- 「島育ち」（昭和37年）松竹映画「島育ち」主題歌［有川邦彦作詞、三界稔作曲］
- 「拝啓カアチャン様」（昭和39年朝日放送系テレビドラマ主題歌（門井八郎作詞、久慈ひろし作曲］
- 「出世船」（昭和41年）［遠藤実作詞、遠藤実作曲］
- 「親星子星」（昭和44年）［西沢爽作詞、遠藤実作曲、西崎緑共唱］
- 「十九の春」（昭和50年）［沖縄民謡］
- 「船」（昭和55年）
- 「人生の船はヨーソロ!」（平成4年）［勝山寿二作詞、田端義夫作曲］
- 「昭和三代記」（平成6年）［並木ひろし作詞、並木ひろし作曲］
- 「ふるさとの四季をうたう」（平成9年）［遠藤実作詞、遠藤実作曲］
- 「人生悠遊」（平成11年）［田端義夫作詞、世志凡太作曲］
- 「旅の終わりに聞く歌は」（平成13年）［比嘉栄昇作詞・作曲］
- 「涙そうそう」（平成16年）［森山良子作詞、BEGIN作曲］
- 「こころのこだま」（平成17年）テイチク70周年記念曲［比嘉栄昇作詞・作曲、いちごいちえ名義］

## テレビ番組
- 年忘れにっぽんの歌（テレビ東京）
- 竜馬がゆく（毎日放送）
- なつかしの歌声（東京12チャンネル）

## CM
- 元旦ビューティ工業[8]（出演時期不明につき、情報求む）

## NHK紅白歌合戦出場歴
| 年度/放送回               | 回 | 曲目     | 出演順     | 対戦相手   | 備号                                           |
| ------------------------- | -- | -------- | ---------- | ---------- | ---------------------------------------------- |
| 1963年（昭和38年）/第14回 | 初 | 島育ち   | 12/25      | 朝丘雪路   |                                                |
| 1989年（平成元年）/第40回 | 2  | かえり船 | 1/7(第1部) | (織井茂子) | 第1部「昭和の紅白」に出演。第1部トップバッター |

## エピソードなど
- 『かえり船』がヒットしていた当時、田端は巡業のために列車を待っていた大阪駅にて、復員列車が到着し『かえり船』が流され、復員兵と家族が再会し涙を流して曲を聴き入っているのを見て、「ああ、私の歌で涙を流す人がいる。歌手をやっていて良かったな、生きていて良かったんだな」と思ったことを後に著書（『オース!オース!オース!―バタヤンの人生航路』）に綴っている。
- 戦前から多数のヒットを持ちスター歌手であった田端だが、NHK紅白歌合戦の初出場は「島育ち」のヒットによる昭和38年（1963年）の第14回と遅い。これは紅白歌合戦が始まった昭和20年代、凄まじい人気であったがゆえに正月興行や地方公演のスケジュールが重なって出場が叶わず、昭和30年代に入ってからは一時低迷したため出場のオファーが無かったためである（岡晴夫も同例であり、岡の場合は後にヒットに恵まれなくなり、また本人の体調も芳しくなかったため生涯紅白歌合戦には出場しなかった）。
- かつて、地方を巡業する際に、大型バスを改造した専用の車両で移動していたことがある。昭和30年（1955年）にいすゞ自動車が納入したもので、キッチン、トイレ、寝室、応接室などを備えた豪華なものであった。バスに水回りの装備をするのは当時はまだ珍しく、トイレ付となると、一般のバスでは1960年代以降の登場であり、画期的であったともいえる（参考：バスラマ・インターナショナル36号）。
- 『3時のあなた』の人気企画であった「おふくろ談義」の第1回のゲストが田端で、話の途中で司会の高峰三枝子は思わず号泣してしまい、田端もそれにもらい泣きしてしまった。
- 貧しかった幼少期、田端にとっての何よりのご馳走は、少ないお金で沢山買える紅ショウガであった。この思い出は大成してからも忘れる事無く、昭和30年（1955年）に苦労を共にした母が亡くなった際は、棺に思い出の紅ショウガを花のようにして納めた。
- 昭和54年（1979年）、旅行でラスベガスに行った時にスロットで29万ドル（当時の円換算で6400万円）を当て、日米で話題になったことがある[3]。しかし、大部分は税金などで持っていかれ、手元にはさほど残らなかったと本人は語っている。
- 「歌と女の人生」と立川談志などから揶揄されるほどの好色で知られ、齢70を過ぎてなお、「まだまだ（夜も）現役やで」と語った。ちなみに4度結婚（3度離婚）しており、次男は61歳の時の子である。
- 田端のトレードマークの一つでもある、登場時の掛け声（「オース!」）は戦後で客席に向かって何となくやってみたところ、客も「オース」と答えてくれたことから、それ以後ステージに出れば言うようになった。昭和20年代後半、美空ひばりとの公演の際には、ひばりの母から「オースはやめて下さいよ。（田端が）お嬢（ひばり）より拍手が多いのはオースのせいです。次のステージはオース無しでお願いします」と懇願されたことがある。
- 「同じキーで歌うことで声に張りが出る、苦しいからとキーを下げたら歌が沈んでしまうし、歌自体が別物になる。同じキーで歌えなくなったら歌手は辞める」という強い信念から、生涯すべての持ち歌のキーを下げずにいわゆる原曲キーで歌っていた。2オクターブの音域を維持するため、1日1時間の発声練習は欠かさず行い、タバコは一切吸わず酒も少々嗜む程度であった。
- 田端のトレードマークとなっているサンバースト・ブラウンのエレキギターはナショナル・ギター社製の「Solid Body Electric Spanish(No.1124)」という個体である。元々2つあったピックアップは後年取り外され1つになり、それに伴って取り外されたフロント・ピックアップ用のボリューム、トーンの各つまみも取り外されるなど、長年の間に種々の改造がなされている。
購入のきっかけは昭和29年（1954年）、当時の付き人が大阪駅でタクシーのトランクにギターを忘れてしまい紛失。その数日前に銀座のヤマハで偶然見かけて試奏し、気になっていたこのギターを思い出して連絡し、急遽購入したものである。
長年の使用で塗装も剥げ、ボディーにも傷や減りがあったものの、塗装をし直すなどの補修でギターの音色が変わる事を恐れ、最低限の修理に止めていた。
テレビ出演時はほとんどこのギターを用いたが、地方公演やごく稀にテレビでも別のタイプのギターを使用する事があった。
- 1960年代後半、音楽番組の収録で一緒になった「ザ・ゴールデン・カップス」のルイズルイス加部が、休憩時間に田端がトイレに行った隙を見計らい、田端のエレキギターを勝手に拝借しディストーションをかけてレッド・ツェッペリンの「コミュニケーション・ブレイクダウン」を大音量で弾いた。スタジオに戻った田端はその様子に大激怒し、ギターを取り上げるとそのまま帰ってしまった（「ベースマガジン」1992年2月号 ルイズルイス加部インタビューより）。
- 一方、ハワイへ留学していた長男の義継は、1968年の帰国後、グループサウンズ「ザ・マミーズ」を結成。ピートマック・ジュニアとツインボーカルを担当していた。翌年の解散後は「レイ・田端」名義でソロデビューしている。田端は最初、義継が歌手になることに反対していたが、遠藤実に説得された後は埼玉県富士見市にスタジオを買い与えるなど、グループサウンズや新しい世代の音楽には理解を示していた。また、このことが、1977年に小坂忠（細野晴臣）の「機関車」「ありがとう」をカバーし、1997年にはソウル・フラワー・モノノケ・サミットとジョイント・コンサートを行ったことへと繋がっていく。
- 昭和59年（1984年）、ヘルペスに罹った際に聖路加国際病院でおこなった神経ブロックの治療に失敗し、一時下半身不随になったが、リハビリで奇跡的に回復した。しかし、晩年まで後遺症による痛みがあったという。
- 『ふるさとの燈台』の作詞者・清水みのるが亡くなった直後、NHK総合テレビの『ひるのプレゼント』に出演し､『ふるさとの燈台』を歌ったが、清水を回想して泣いてしまい、歌うことが出来なかった｡

## 著書
- オース!オース!オース!―バタヤンの人生航路（平成3年（1991年）3月、日本放送出版協会）ISBN 4-14-005167-1

## 映画
- 弥次喜多六十四州唄栗毛（昭和15年（1940年）公開、古野栄作監督、松竹）
- 満月城の歌合戦（昭和21年（1946年）公開、マキノ正博監督、松竹）
- 踊り子劇場（昭和22年（1947年）公開、マキノ正博監督、松竹）
- 淑女とサーカス（昭和22年（1947年）公開、マキノ正博監督、松竹）
- 肉体の門（昭和23年（1948年）公開、マキノ正博監督、東宝）
- 月の出船（昭和25年（1950年）公開、森一生監督、大映）
- 珍説 忠臣蔵（昭和28年（1953年）公開、斎藤寅次郎監督、新東宝）
- アジャパー天国（昭和28年（1953年）公開、斎藤寅次郎監督、新東宝）
- ハワイ珍道中（昭和29年（1954年）公開、斎藤寅次郎監督、新東宝）
- 君待船（昭和29年（1954年）公開、西村元男監督、大映）
- 弥次喜多道中（昭和31年（1956年）公開、斎藤寅次郎監督、大映）
- ふるさとの灯台（昭和32年（1957年）公開、原田治夫監督、大映）
- 明日は明日の風が吹く（昭和33年（1958年）公開、井上梅次監督、日活）
- 島育ち（昭和38年（1963年）公開、八木美津雄監督、松竹）
- 悪名太鼓（昭和39年（1964年）公開、森一生監督、大映）
- オース!バタヤン（平成25年（2013年）5月18日公開、アルタミラピクチャーズ） - 自身のドキュメンタリー映画であり、遺作となった。

## 栄典
平成元年（1989年）には勲四等瑞宝章を受章。